# Unstoppable – Außer Kontrolle
Unstoppable – Außer Kontrolle (Originaltitel: Unstoppable) ist ein US-amerikanischer Thriller aus dem Jahr 2010 mit Denzel Washington und Chris Pine in den Hauptrollen. Es ist der letzte Film, bei dem Tony Scott Regie führte.

## Handlung
Durch die Fahrlässigkeit zweier Bahnmitarbeiter im Rangierbahnhof von Fuller Yard in Pennsylvania setzt sich ein Güterzug, beladen mit giftigen Chemikalien, unbemannt in Bewegung. Er gerät auf die eingleisige Strecke in Richtung Stanton. Durch seine explosive Ladung gleicht der Zug einer Bombe auf Schienen, was die Lage umso prekärer macht, denn die Strecke des Zuges führt durch ein stark besiedeltes Gebiet. Hinzu kommt, dass einer der Bahnmitarbeiter die Schläuche für die Druckluftbremse nicht verbunden hat und bei diesem Zug kein Totmannschalter eingebaut wurde.
Connie Hooper, Fahrdienstleiterin im Kontrollzentrum der Eisenbahngesellschaft, schlägt sofort Alarm und versucht, den Zug zu stoppen. Da der Zug jedoch schneller unterwegs ist als zunächst angenommen, gelingt es nicht, ihn auf ein Nebengleis zu lenken. Als der von Connie beauftragte Mitarbeiter an der entsprechenden Weiche ankommt, ist der Zug bereits vorbei.
Die Versuche, den Zug mit zwei zusätzlich vorgesetzten Lokomotiven auszubremsen bzw. parallel per Hubschrauber einen Lokführer auf den führerlosen Zug abzuseilen, scheitern beide: Der Lokführer, der versucht, den Zug auszubremsen, scheitert und kommt dabei ums Leben; der abgeseilte Mann überlebt diese Aktion. Auch der zweite Versuch, den Zug mit Gleissperren absichtlich entgleisen zu lassen, gelingt nicht. Er fährt mit bis zu 70 Meilen pro Stunde (ca. 110 km/h) weiter.
Der erfahrene Lokomotivführer Frank Barnes und dessen neuer junger Kollege Will Colson sind mit ihrem Zug auf derselben Strecke in Gegenrichtung unterwegs. Nach einem knappen Ausweichmanöver nehmen sie mit ihrer Lokomotive kurzerhand die Verfolgung auf. Ihr Plan: Sie möchten von hinten an den unbemannten Zug ankuppeln und ihn so abbremsen.
Die Lage spitzt sich zu, als sich der Zug einer besonders engen Kurve nähert, in deren unmittelbarer Umgebung sich ein Treibstofflager befindet. Damit steht das Leben Tausender auf dem Spiel, denn diese Kurve ist nur mit 15 Meilen pro Stunde (ca. 25 km/h) befahrbar. Ein Wettlauf mit der Zeit beginnt.
Inzwischen haben Frank und Will den Zug eingeholt und ihre Lokomotive an den letzten Wagen erfolgreich angekuppelt. Dieses Manöver verlangsamt den Zug zwar zunächst, kann ihn aber nicht stoppen. Frank versucht, die Handbremsen der einzelnen Güterwagen anzuziehen. Immerhin ist der Zug jetzt so langsam, dass er in der kritischen Kurve nicht entgleist.
Schließlich gelingt es Will, zuerst auf einen neben dem Zug fahrenden Pick-up und von dort aus ins Führerhaus der führerlosen Lokomotive zu springen, und er schafft es endlich, den Zug anzuhalten.

## Hintergrund
Schon 1985 erschien mit Runaway Train ein Film mit ähnlicher Thematik.
Die Handlung dieses Films ist an eine wahre Begebenheit angelehnt, die unter dem Namen Vorfall CSX 8888 bekannt wurde, als am 15. Mai 2001 im Rangierbahnhof Stanley Yard nahe der Stadt Toledo im US-Bundesstaat Ohio ein Zug außer Kontrolle geriet und rund 100 Kilometer unbemannt in Richtung Kenton fuhr.
Ein ähnlich gelagerter Vorfall, der allerdings nicht glimpflich ausging, ereignete sich am 17. November 1966 bei Oberliederbach nahe Frankfurt/Main-Höchst. Ein Triebwagen hatte sich auf einer eingleisigen Trasse, die vom Taunus zum Main hin abschüssig ist, während einer Pause des Lokführers selbständig gemacht. Ein Versuch, den durch einige Orte brausenden Zug auf ein Abstellgleis zu lenken, misslang. Der führerlose Zug kollidierte frontal mit einem Personenzug. Acht Menschen fanden den Tod.

## Rezeption
„Der Film Unstoppable von Tony Scott ist ein solider Beinahe-Katastrophen-Film. Seine Botschaft: Die richtige Entscheidung diktiert nicht das Geld, sondern das Gewissen. […] Tony Scott […] hat mit dem im besten Sinne konservativen Film sicher kein herausragendes Einzelwerk geschaffen.“

„Spätestens wenn man dem Zuschauer am Ende glauben machen will, dass das Gesehene tatsächlich geschehen ist, muss man sich vor Lachen biegen. Es mag schon sein, dass man sich an wahren Ereignissen orientiert hat, aber dass diese sich entgegen allen physikalischen Gesetzen (wie hier inszeniert) abgespielt haben sollen, ist äußerst unwahrscheinlich. Was sich Tony Scott und […] Denzel Washington bei derlei hanebüchenem Blödsinn gedacht haben, bleibt offen. Hinzu kommt der oftmals schlampige Umschnitt, der mehr ärgert als unterhält. Spannend ist in dieser Hetzjagd gegen die Zeit leider nichts, sinnfrei hingegen eine ganze Menge.“

„Speed auf Schienen – Unstoppable – Außer Kontrolle ist Tony Scott in Hochform. Der Bildvirtuose schafft nicht nur eine Ode an die amerikanische Arbeiterklasse, sondern auch einen unglaublich effektiven, mitreißenden Actioner, der aus purer Bewegungsenergie zu bestehen scheint.“

## Auszeichnung
Bei der Verleihung der Satellite Awards 2010 gewann Unstoppable den Preis für den besten Tonschnitt und war für vier weitere Auszeichnungen nominiert (Beste Kamera, Bester Schnitt, Beste Filmmusik, Beste visuelle Effekte). Bei der Oscarverleihung 2011 folgte eine Nominierung in der Kategorie Bester Tonschnitt.